# Speyeria electa
Speyeria electa är en fjärilsart som beskrevs av Edwards 1878. Speyeria electa ingår i släktet Speyeria och familjen praktfjärilar. Inga underarter finns listade i Catalogue of Life.